# Robin Zentner
Robin Zentner (ur. 28 października 1994 w Rüdesheim am Rhein) – niemiecki piłkarz grający na pozycji bramkarza. Od 2014 roku zawodnik 1. FSV Mainz 05.

## Życiorys
Jest wychowankiem 1. FSV Mainz 05. W czasach juniorskich trenował także w SpVgg Eltville. W latach 2012–2014 był piłkarzem rezerw Mainz. 1 lipca 2014 został włączony do kadry pierwszego zespołu. Od 26 sierpnia 2015 do 30 czerwca 2017 przebywał na wypożyczeniu w Holsteinie Kiel. W Bundeslidze zadebiutował 27 października 2017 w zremisowanym 1:1 meczu z Eintrachtem Frankfurt.